# ديدان شعرية
الديدان شعرية أو خيطيات الشكل (بالإنجليزية: Nematomorpha)‏ هي رتبة من الطفيليات الحيوانية و التي تشبه شكليا وبيئيا الديدان الاسطوانية.